# مونیکا ترویت
مونیکا ترویت (آلمانی: Monika Treut؛ زادهٔ ۶ آوریل ۱۹۵۴)' کارگردان فیلم، تهیه‌کننده فیلم و فیلم‌نامه‌نویس اهل آلمان است.
از فیلم‌های او می‌توان به اروتیک اشاره کرد.